# Karhal
Karhal é uma cidade e uma nagar panchayat no distrito de Mainpuri, no estado indiano de Uttar Pradesh.

## Geografia
Karhal está localizada a 27° 02′ N, 78° 56′ L. Tem uma altitude média de 159 metros (521 pés).

## Demografia
Segundo o censo de 2001, Karhal tinha uma população de 24,529 habitantes. Os indivíduos do sexo masculino constituem 52% da população e os do sexo feminino 48%. Karhal tem uma taxa de literacia de 55%, inferior à média nacional de 59.5%: a literacia no sexo masculino é de 61% e no sexo feminino é de 49%. Em Karhal, 18% da população está abaixo dos 6 anos de idade.